# Арон, Раймон
Раймон Клод Фердинанд Арон (фр. Raymond Claude Ferdinand Aron [ʁɛmɔ̃ aʁɔ̃]; 14 марта 1905 года, Рамбервиллер — 17 октября 1983 года, Париж) — французский философ, политолог, социолог и публицист либеральных взглядов. Выступал за деидеологизацию науки и глобализацию, сторонник теории индустриального общества. Способствовал рецепции во Франции немецкой социологии, в частности идей Макса Вебера. Автор более тридцати книг. Политический обозреватель газеты «Фигаро». Считал, что государство обязано создавать законы, обеспечивающие свободу, плюрализм и равенство гражданам, а также обеспечить их выполнение.
Лауреат Премии Алексиса Токвиля за гуманизм (1979). Лауреат Премии Эразма Роттердамского (1983).

## Биография
Родился в лотарингском городке Рамбервиллер в еврейской семье. Его отец, Гюстав Эмиль Арон (1870—1935), был профессором юриспруденции; мать — Сюзан Леви (1877—1940). Семья матери вела своё происхождение из Эльзаса. С 1924 по 1928 год учился в Высшей нормальной школе — вместе с Жан-Поль Сартром и Полем Низаном.
Окончив школу, отправился в Германию. В 1930 году читал лекции в Кёльнском, а в 1931—1933 годах в Берлинском университетах. В 1933—1934 годах преподавал в Университете Гавра, с 1934 по 1939 год работал в Париже секретарём Центра общественной документации Высшей нормальной школы, одновременно с 1935 по 1939 год преподаватель Нормальной школы в Сен-Клу.
В 1938 году защитил две диссертации: «Введение в философию истории» и «Критическая философия истории».
В 1939 году, за несколько недель до начала Второй мировой войны, преподавал социальную философию в Тулузском университете.
Оставив университет, отправился в армию и сражался в рядах военно-воздушных сил Франции. После оккупации Франции нацистами перебрался в Лондон, где присоединился к патриотическому французскому движению «Сражающаяся Франция», которым руководил Шарль де Голль, и принимал участие в редактировании журнала «Свободная Франция» (фр. France Libre). После освобождения страны возвратился во Францию преподавать социологию в Национальной школе администрации и Парижском институте политических исследований.
В 1947—1977 годах политический обозреватель газеты «Фигаро». В 1957—1968 годах преподавал в Сорбонне, возглавлял кафедру социологии. В 1968—1970 годах профессор в Школе высших социальных исследований. С 1970 года до смерти заведовал кафедрой социологии в Коллеж де Франс. В конце 1970-х начал сотрудничать с журналом «Экспресс» (фр. L'Express), где вёл политическую колонку, и в 1981 году стал президентом редакционного комитета журнала. В 1978 году создал журнал «Коммантер» и стал его главным редактором.
Арон входил в состав Экономического и социального совета Четвёртой и Пятой французских республик. Член Академии моральных и политических наук (1963), иностранный почётный член американской Академии искусств и наук (1960), член-корреспондент Британской академии (1970). С 1962 года вице-президент Международной социологической ассоциации. Почётный доктор Гарвардского, Базельского, Брюссельского университетов.
Скончался от сердечного приступа. Похоронен на кладбище Монпарнас.

### Семья
Дочь — политолог и социолог Доминик Шнаппер.

## Идейные позиции
В молодости Арон, по собственным утверждениям, принадлежал к «левым», но с началом Холодной войны перешёл на позиции классического либерализма. Активно критиковал марксизм, а также экзистенциализм Ж. П. Сартра — друга студенческих лет Арона. В послевоенные годы Арон был убежденным антикоммунистом и сторонником укрепления НАТО. Он отрицал какую бы то ни было историческую необходимость, толкающую к конвергенции капитализма и социализма. Один из создателей теории единого индустриального общества, в которой, в отличие от теории конвергенции, утверждалось, что социализм будет поглощён капитализмом, и концепции деидеологизации, в которой наука выступает как альтернатива партийным идеологиям, имеющая цель изучать «то, что есть в действительности».
В книге «Опиум интеллектуалов» Арон излагает свои размышления о том, почему интеллигенция на Западе тяготеет к марксизму и советской системе. По мнению автора, со временем интеллектуалы разочаруются в марксизме, осознав всю недемократичность советского строя.
В книге «Демократия и тоталитаризм» проведены параллели между нацизмом и коммунизмом.
Осудил левое студенческое движение 1968 года, но при этом тоже был противником колониализма и политики Шарля де Голля. В поздние годы сосредоточился на политических, экономических и международных проблемах, став одним из ведущих политических публицистов Франции.
Взгляды Арона вызывали неприятие со стороны левых интеллектуалов.

## Работы
- «Критическая философия истории» (La philosophie critique de l’histoire, 1935).
- «Введение в философию истории» (Introduction a la philosophie de l’histoire, 1938).
- «Непрерывная война» (Les Guerres en chaîne, 1951).
- «Мир и война между народами» (Paix et guerre entre les nations, 1962).
- «Великий спор» (Le Grand Débat, 1963).
- «Неуловимая революция» (La révolution introuvable, 1968)
- «Имперская республика: роль США в мире» (République impériale: Les Etats-Unis dans le monde, 1945—1972, 1973).
- «Философ войны — Клаузевиц» (Penser la guerre, Clausewitz, 1976).

### Переводы на русский язык
- Арон Р. Опиум интеллектуалов = L’Opium des intellectuels. (1955). — М.: АСТ, 2015. — 480 с. — ISBN 978-5-17-081909-6.
  - Арон Р. Опиум интеллектуалов // Логос. 2005. № 6. С. 182—205. (Отрывок из книги)
- Арон Р. Этапы развития социологической мысли = Les Étapes de la pensée sociologique. (1967) / общ. ред. и предисл. П.С. Гуревича. — М.: Издательская группа «Прогресс» — «Политика», 1992. — 608 с. — ISBN 5-01-003727-0.
- Арон Р. Демократия и тоталитаризм = Démocratie et totalitarisme. (1963) / Перевод с французского Г.И.Семенова. — М.: Текст, 1993.
- Арон Р. Мемуары. 50 лет размышлений о политике = Memoires. 50 ans de reflexion politique. — М.: Ладомир, 2002. — 873 с. — ISBN 5-86218-241-1.
- Арон Р. Воображаемые марксизмы = Marxismes imaginaires. — М.: Либроком, 2012. — 384 с. — ISBN 978-5-397-02860-8.
- Арон Р. Лекции по философии истории: Курс лекций в Коллеж де Франс / пер. с фр. И. А. Гобозова. — М.: Книжный дом «ЛИБРОКОМ», 2012. — 336 с. — ISBN 978-5-397-02466-2.